# Estació de Valldoreix
Valldoreix és una estació ferroviària de Ferrocarrils de la Generalitat de Catalunya (FGC) de les línies suburbanes S1 i S2 de la línia Barcelona-Vallès, situada a Valldoreix , Entitat Municipal Descentralitzada de Sant Cugat del Vallès ), a la comarca del Vallès Occidental. L'estació està inclosa en l'Inventari del Patrimoni Arquitectònic de Catalunya.
Aquesta estació s'ubica dins de la tarifa plana de l'àrea metropolitana de Barcelona, qualsevol trajecte entre dos dels municipis de l'àrea metropolitana de Barcelona valida com a zona 1. L'any 2016 va registrar l'entrada de 1.098.754 passatgers.

## Història
Per aquella zona van començar a circular trens des de l'any 1917 després d'inaugurar-se del tram Les Planes-Sant Cugat. El 1918 comença la preocupació per construir una estació de ferrocarril entre els urbanitzadors. El 1921 es fan gestions i iniciatives que no foren reals fins a 1933. L’Associació de Propietaris i Veïns de Valldoreix col·laboraren a la construcció aportant-hi 85.223 pessetes, recaptades dels socis, residents de la vila. És probable que els terrenys on es va construir la nova estació fossin propietat de l'església de Sant Cebrià. El baixador es va obrir el 1931 per poder abastir la urbanització. Al llarg dels anys, l'estació no ha viscut grans obres de reforma i millora, i aquestes s'han limitat a l'elevació d'andanes, l'obertura d'un pas inferior entre andanes, i l'allargament de les andanes per encabir trens amb quatre cotxes.

## Serveis ferroviaris
| Línia Barcelona-Vallès de FGC |             |                        |                   |                         |
| Procedència/Destinació        | <           | Línia                  | >                 | Procedència/Destinació  |
| Barcelona - Pl. Catalunya     | La Floresta |                        | Sant Cugat Centre | Terrassa Nacions Unides |
| Barcelona - Pl. Catalunya     | La Floresta | Sabadell Parc del Nord | Sant Cugat Centre |                         |

## Edifici
L'edifici de l'estació es troba al PK 4,5 de la línia Les Planes-Terrassa i a l'esquerra de les vies. Situada en un tram de corba, l'estació té dues vies amb les corresponents andanes laterals. L'edifici de l'estació, d'estil modernista, comparteix trets comuns amb l'estació de les Planes. És una estació de ferrocarril amb una tipologia de construcció molt lligada a la línia en què s'ha establert: ciutat residencial. També per la seva tipologia guarda relació amb altres estacions de la mateixa línia oberta per la urbanització. La seva estructura és de planta rectangular, consta d'una planta baixa i un pis i vol recordar les torres d'estiueig, sobretot per la seva torratxa adossada a un dels costats. Els elements de la façana són disposats de manera simètrica i s'ha remarcat la porta d'entrada principal mitjançant un joc a la teulada. Els murs són arrebossats de blanc i a la torratxa hi ha decoració de totxo vist.

## Galeria d'imatges

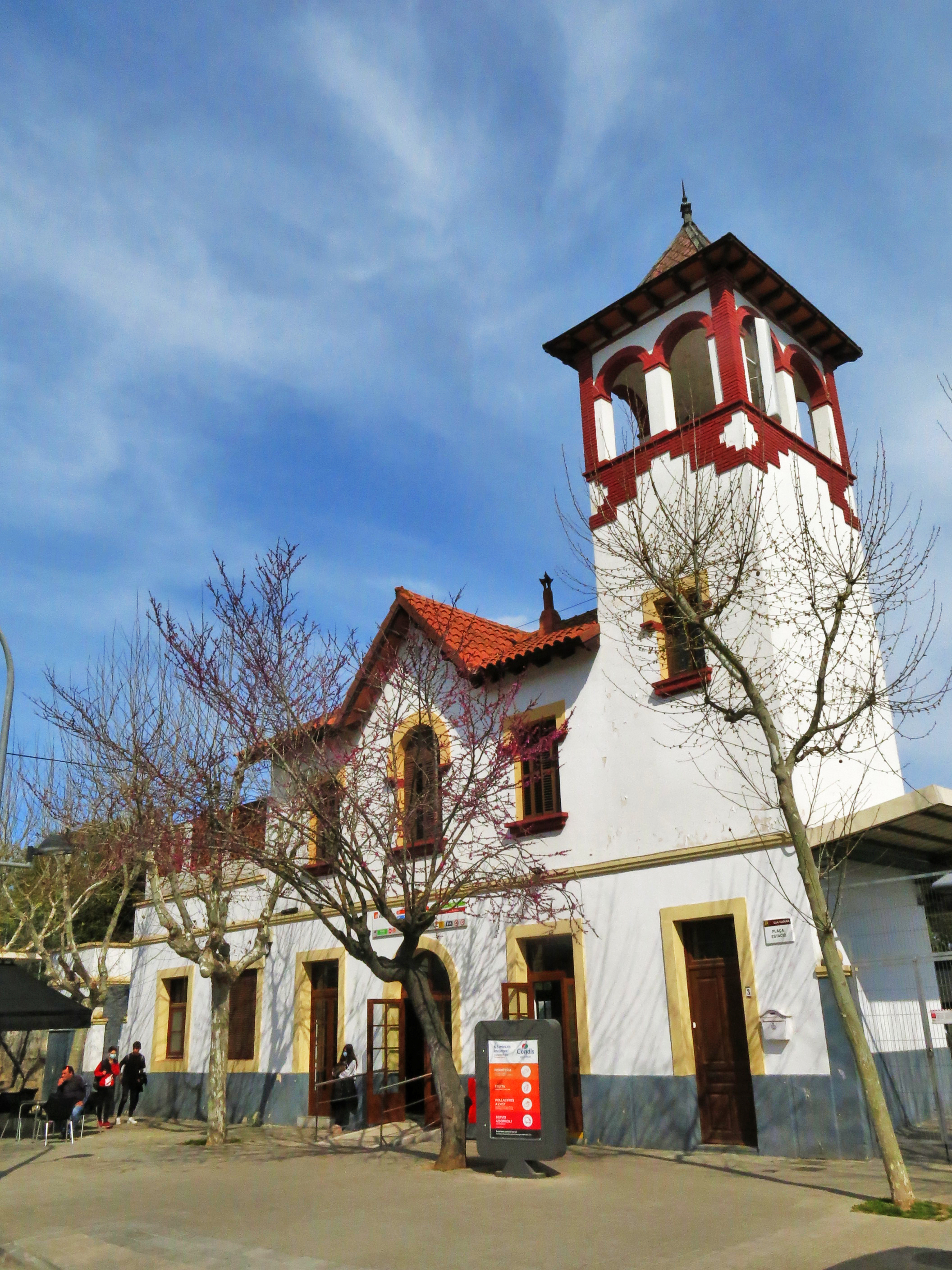
Edifici i accés a l'estació
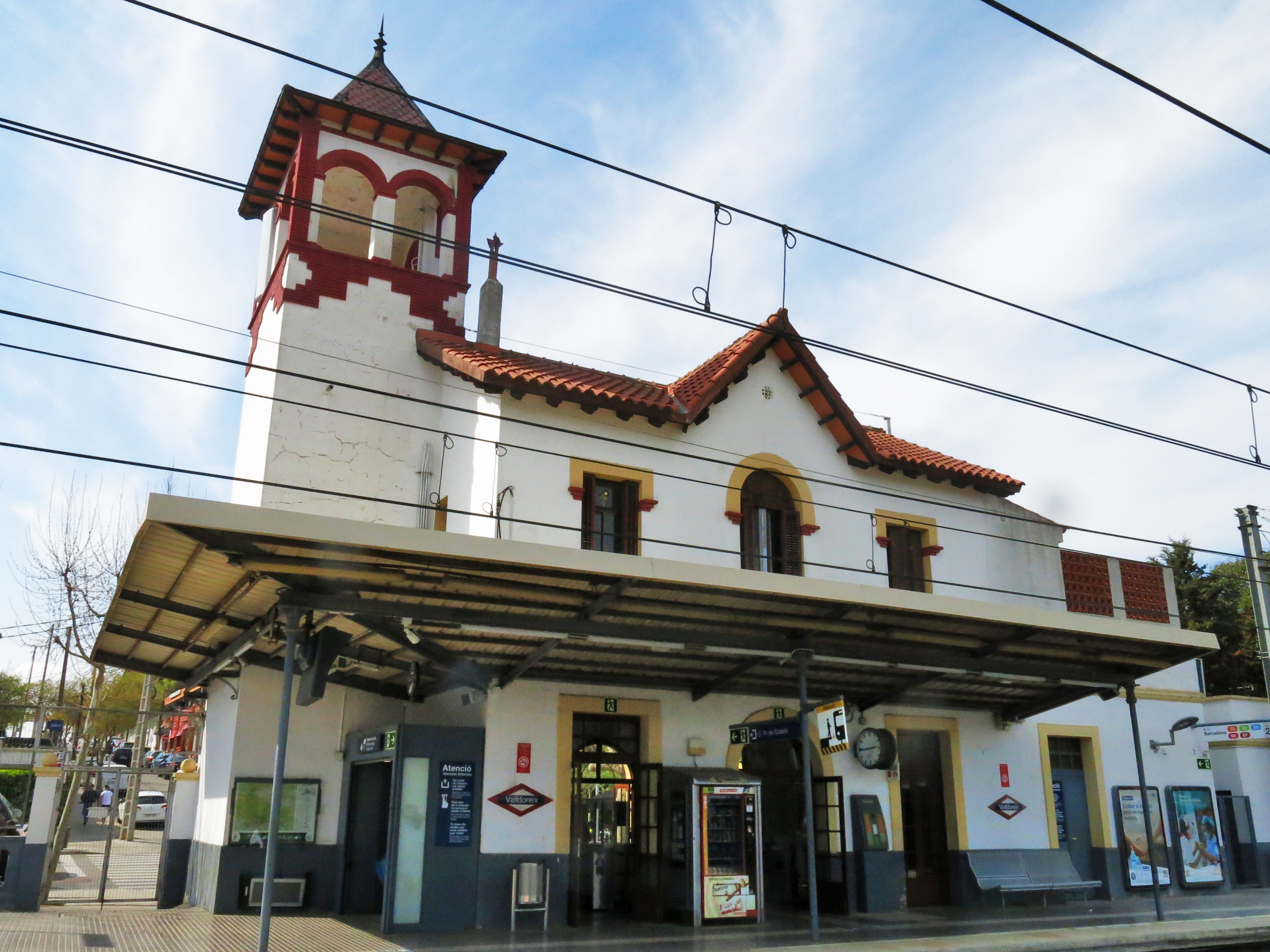
L'edifici en front les vies
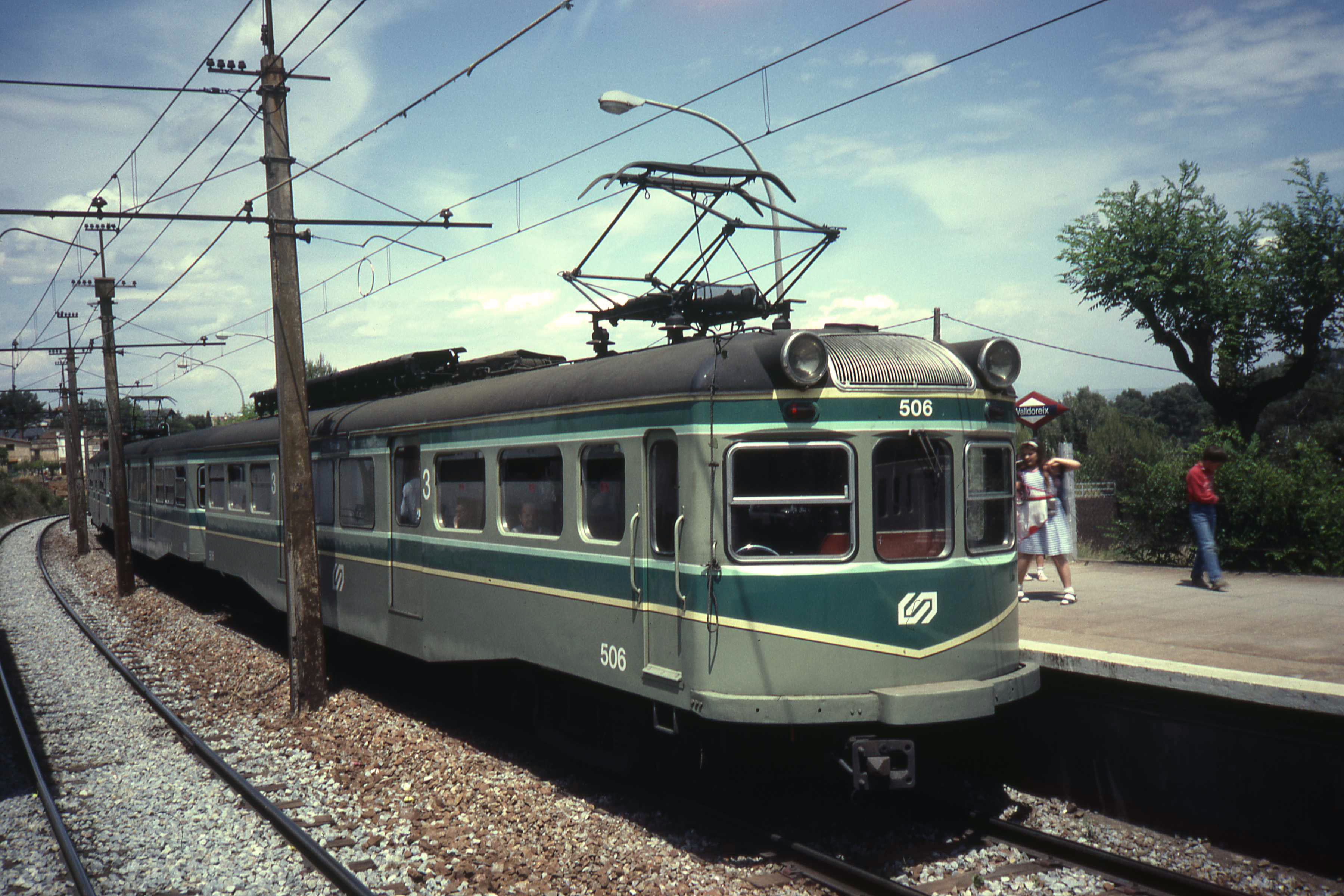
Unitat de tren de la sèrie 400 el 1987
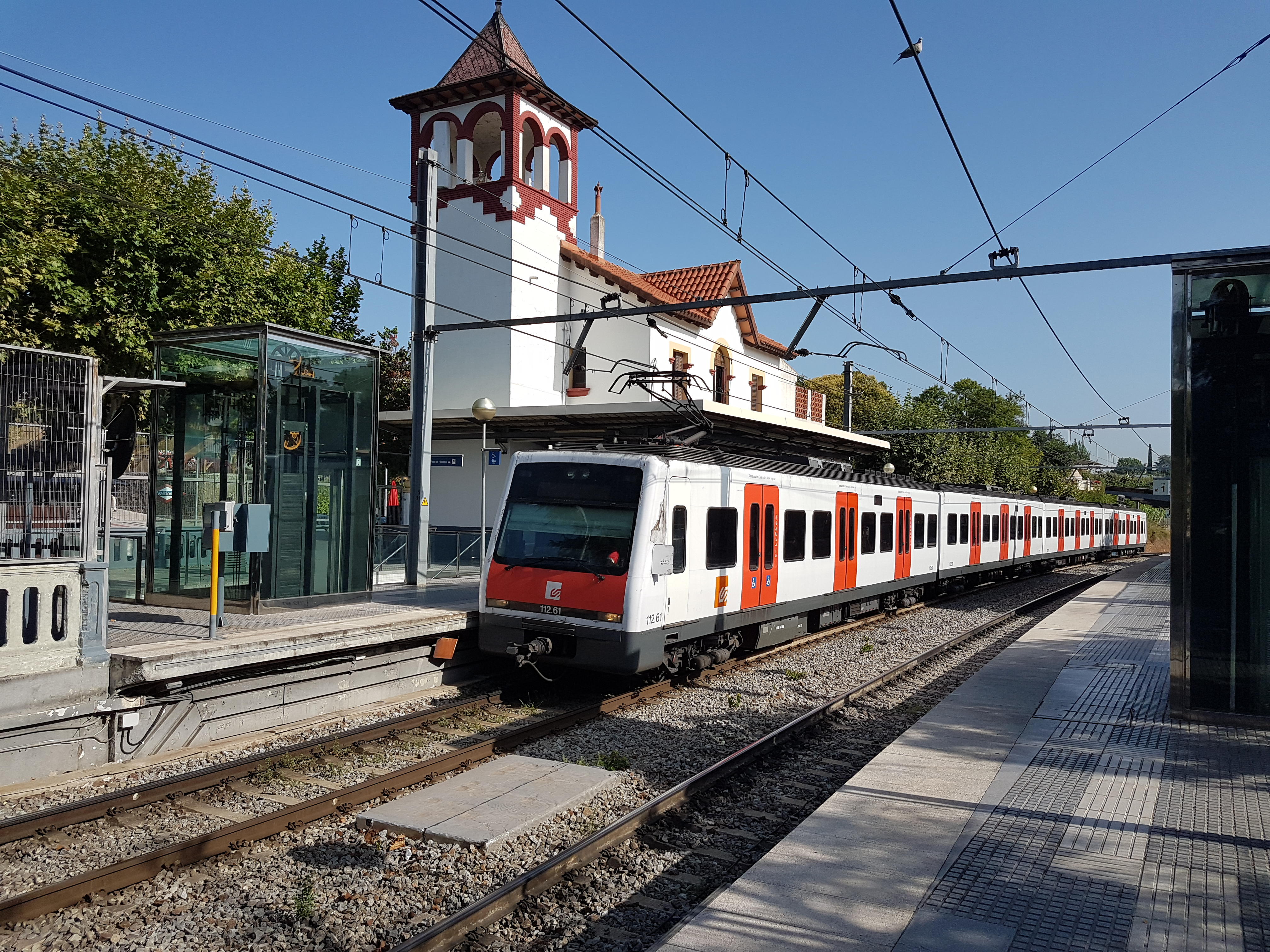
Unitat 112 a l'estació el 2018